# نترات الألومنيوم
نترات الألومنيوم هو مركب كيميائي له الصيغة Al(NO3)3، ويرتبط بالعادة مع تسع جزيئات ماء Al(NO3)3.9H2O، ويكون على شكل بلورات عديمة اللون.

## التحضير
يحضر مركب نترات الألومنيوم من حل هيدروكسيد الألومنيوم في حمض النتريك، ثم بتبخير المحلول الناتج.

## الخواص
- تميل بلورات نترات الألومنيوم إلى التسيل، كما أنها تنحل بشكل جيد جداً بالماء، كما تنحل أيضاً في الإيثانول، إلا أنها ضعيفة الانحلال في الأسيتون.
- محاليل نترات الألومنيوم المائية لها صفة حمضية واضحة (محلول 51% منه له أس هيدروجيني مقدارها 3 ).
- تتفكك نترات الألومنيوم عند 135°س.

## الاستخدامات
من التطبيقات العملية لهذا المركب:
- له تطبيق عملي في دباغة الجلود.
- يستخدم كمانع للتآكل في المراجل البخارية.